# زولتسباخ-رزنبرگ
شهر زولتسباخ-رزنبرگ (به آلمانی: Sulzbach-Rosenberg) در ایالت بایرن در کشور آلمان واقع شده‌است.